# Beutetürken

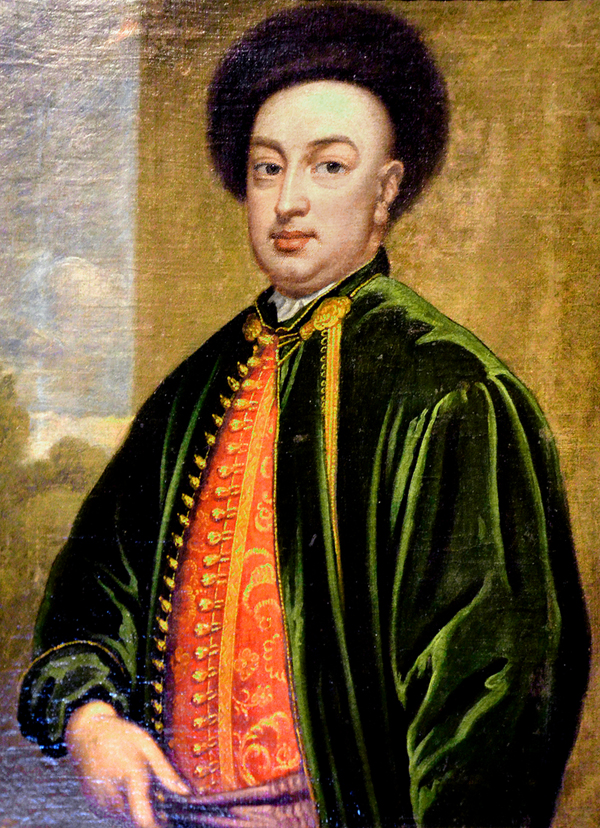
Ludwig Maximilian Mehmet von Königstreu, sogenannter „Beutetürke“, dessen Familie 1716 in den Reichsadelsstand erhoben wurde;
Ölgemälde von Sir Godfrey Kneller im Kloster Barsinghausen

Beutetürken waren osmanische Kriegsgefangene während der so genannten Türkenkriege, welche im 17. und 18. Jahrhundert nach Deutschland verschleppt und vollständig assimiliert wurden.

## Türkenkriege
Schon seit dem Untergang des Byzantinischen Reiches bzw. der Eroberung von Konstantinopel im Jahre 1453 durch Sultan Mehmet II., spätestens aber mit der ersten Belagerung von Wien im Jahre 1529 durch Sultan Süleyman I. galt das islamische Osmanische Reich als ernste Bedrohung des Abendlandes. Auf dem Höhepunkt seiner Expansionsphase Mitte des 17. Jahrhunderts versuchte das Osmanische Reich die Habsburger vernichtend zu schlagen und belagerte Wien erneut. Die Befreiung Wiens am 12. September 1683 durch eine Koalitionsarmee von Venezianern, Sachsen, Bayern und Polen-Litauen sowie Kaiserlich-Habsburgern bedeutete eine Wende in den militärisch-politischen Beziehungen zwischen Habsburgern und Osmanen. Die Rettung Wiens wurde als Triumph des Christentums über den Islam gedeutet. In den Jahren darauf gelangen den Habsburgern weitere Rückeroberungen: 1685 fiel die Festung Neuhäusel, 1686 Budapest, 1687 Mohács und schließlich 1688 Belgrad.
Während der Türkenkriege standen sich beide Seiten an Brutalität und Gewalt in nichts nach. So berichtet der „Türkenlouis“, Markgraf Ludwig Wilhelm von Baden, seinem Kaiser, die entscheidende Schlacht bei Novi Slankamen vom 19. August 1691 habe „ein groß blut gekostet …“ und „alß daß nicht glaube, daß in dießen seculo ein scherffers und blutigers gefecht vorbeygangen…“
Hatten die Osmanen schon die Kinder der eroberten Gebiete verschleppt und umerzogen zu den Janitscharen, so deportierten die höheren Ränge der Militärs der Siegermächte nun ihrerseits die kräftigsten „Beutetürken“ und schönsten „Beutetürkinnen“ als Kriegsgefangene in die einzelnen Residenzen vor allem in Süddeutschland. In Stuttgart, Heidelberg und München fanden sich Hunderte osmanische Kriegsgefangene als Hoflakaien. Auch in Hannover und Berlin findet man ihre Spuren. Bei den heimkehrenden „Türkenstreitern“ war es üblich, neben anderen Beutestücken Menschen als lebendige Beute und Trophäe zu versklaven; vielfach zu dem Zweck, sie nach der Rückkehr einem Patron oder Herren zu schenken oder zu verkaufen, um sich einen sozialen Vorteil zu verschaffen. In den Kreisen der Fürsten und des höheren Adels war es zu jener Zeit ein wichtiges Prestigemerkmal, den eigenen Hofstaat mit exotisch gekleideten jungen Türken zu schmücken. Diese führten als Lakaien und Zofen ein relativ angenehmes Leben. Die Zeit des Barock bevorzugte das Exotische, zu den Chinoiserien und Hofmohren an den Höfen gesellten sich nun die Turquerien. Ein literarisches Beispiel dafür ist die Ernennung von Monsieur Jourdain zum „Mamamouchi“ zum Abschluss der Ballettkomödie Der Bürger als Edelmann von Molière und Jean-Baptiste Lully.

## Assimilation

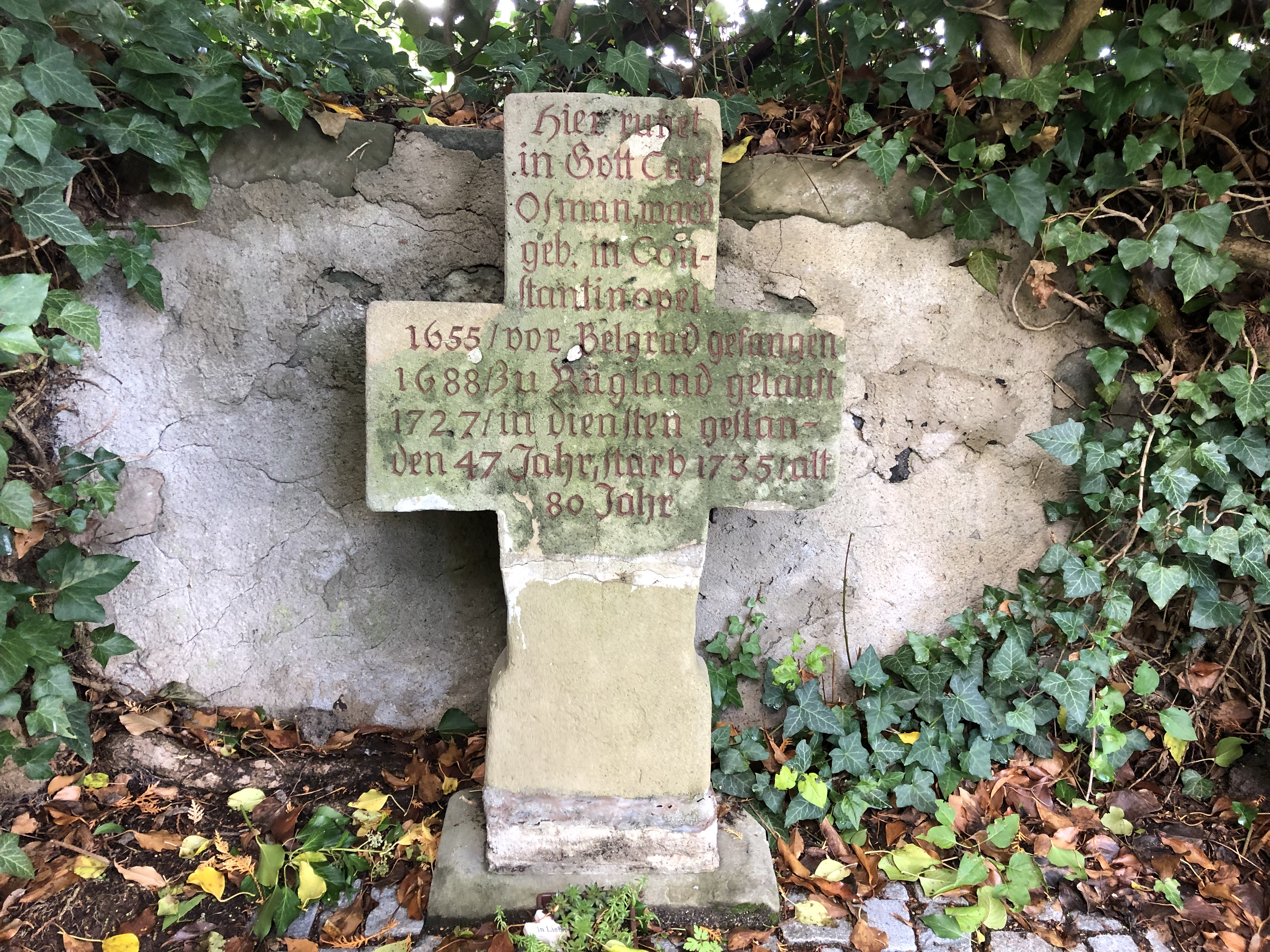
Hier ruht in Gott Carl Osman,
ward geb. in Constantinopel 1655,
vor Belgrad gefangen 1688,
zu Rügland getauft 1727,
in Diensten gestanden 47 Jahr,
starb 1735. alt 80. Jahr."

Der anfängliche Status als Sklaven wandelte sich schnell in Patronage-Beziehungen von quasi-familiärem Charakter. Der Entlassung in die Freiheit und Einbürgerung der verschleppten Türken war ein Integrationskonzept vorgeschaltet, welches nach Erlernen von „Teutsche Sprache und Haubtstücke der Christlichen Lehre“ in die Konversion vom Muslimen zum Christen mündete. Meist erfolgte die Christianisierung in den ersten vier Jahren, teilweise dauerte es Jahrzehnte. So konvertierte ein 72-jähriger türkischer Offizier mit Namen Carl Osman erst 37 Jahre nach seiner Gefangennahme.
Nach dem Prinzip „Cuius regio, eius religio“ dekretierte der Landesvater die Religionszugehörigkeit seiner leibeigenen Untertanen, so dass viele von ihnen getauft wurden. Nach der Taufe verdingten sich die meisten der ehemaligen Muslime als Personal beim ehemaligen Besitzer. Schon in der ersten Generation erreichten Beutetürken Vertrauensstellungen wie Steuereintreiber, Stadthauptmann oder Landvogt.

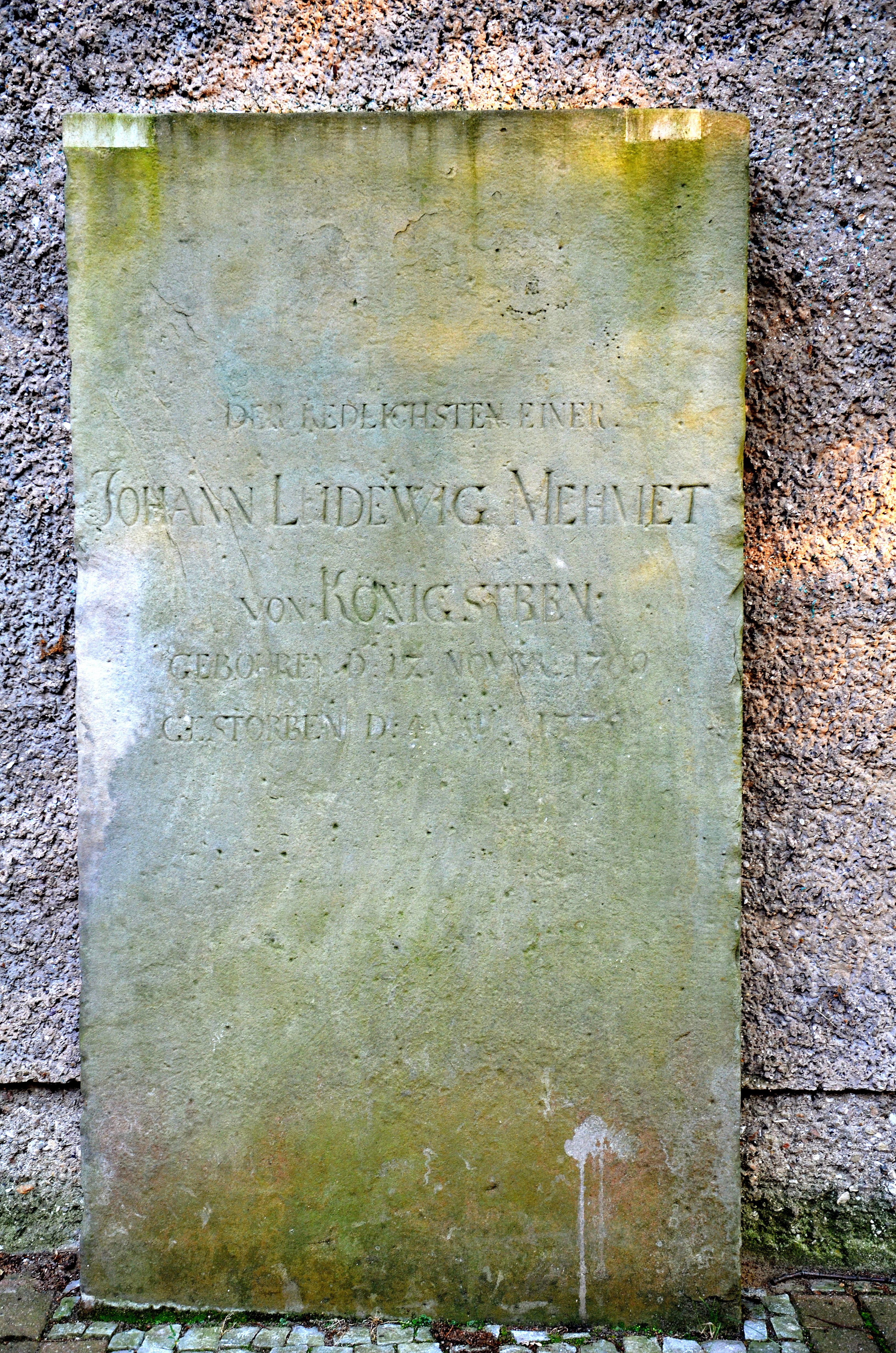
An der (1949 neu gebauten) Außenmauer der St. Petri-Kirche in Hannover-Döhren aufgerichtete Grabplatte für Johann Ludewig Mehmet von Königstreu (1709–1775)

Die meisten heirateten in den deutschen Mittelstand und hatten Kinder; manche schafften den Sprung in höhere Kreise.
Fatima, getauft Maria Aurora, war Mätresse von August dem Starken und Ehefrau seines Kammerdieners Johann Georg Spiegel. Augusta Marianna Cölestine Fatme wurde durch Heirat zur Gräfin Castell (siehe unten). Der Kurfürst von Hannover, Georg I., bewog den Kaiser dazu, seinen Kammerdiener als Mehmet von Königstreu in den Adelsstand zu erheben, ließ ihn also mit einem vererbbaren Adelstitel ausstatten.

## Kulturelle Einflüsse
Der kulturelle Austausch im Zusammenhang mit Beutetürken und Türkenbeute zeigte sich vor allem im Kunsthandwerk im Sinne des „alla turca“: So zeugen die reizvollen Geschmeide der „Turquerien“, die neue Figurenwelt in der Porzellankunst und der Goldschmiedekunst von einer Bereicherung. Ebenso die Anlage des „Türkischen Gartens“ im Schloss Schwetzingen und der darauf folgende kostspielige Bau der „Türkischen Moschee“.
Ehemalige Militärmusikanten fanden Aufnahme in den fürstlichen Militärkapellen und bereicherten die abendländische Musik um das bislang unbekannte Instrumentarium der Janitscharenmusik. Wolfgang Amadeus Mozart brachte die neuen Dimensionen der Klangwelt der zu seiner Zeit hochgeschätzten „Türkenoper“ 1781 mit „Die Entführung aus dem Serail“ zu höchster künstlerischer Reife. Das Gefallen an dekorativen Flächenfüllungen im Sinne des horror vacui in der Malerei zeugt ebenfalls von den neuen Einflüssen. Ebenfalls prägend war die Ornamenttechnik der islamischen Kunst. Blumen wie Rose, Nelke, Hyazinthe und Tulpe sind türkische Importerzeugnisse. Als „Blumengefilde des Paradieses“ schmückten diese Blumen symbolisch das Kriegsgerät, um den Eingang des gefallenen Kriegers des Islam im heiligen Krieg (dschihad) als Märtyrer (Schahid) zu verdeutlichen. Ebenso fanden das typisch osmanische Drachen- und Wolkenbandornament Eingang in die deutsche Kunst. 
Nikolaus Strauß führte 1697 in Würzburg das erste Kaffeehaus ein.

## Bekannte Beutetürken
Die Forschung ist bislang unvollständig; sie umfasst mehrere hundert Namen, die aus Grabsteinen und kirchlichen Chroniken überliefert sind. Bekannte Namen ehemaliger Beutetürken sind unter anderem
- Leopold Freiherr von Zungaberg (1641–1706)[4]
- Sadok Seli Soltan, vermutlich türkisch „Mehmet Sadık Selim Sultan“ (auch: Johann(es) Soldan, * um 1270; † 1328); es wird davon ausgegangen, dass er zu Johann Wolfgang von Goethes Vorfahren zählt. Er gilt auch als der erste urkundlich bekannte türkische Deutsche. Des Weiteren ist er auch der Vorfahre und Namensgeber der deutschen Familie Soldan, zu denen die Nachfahren Hans Soldan und Carl Soldan gehören. Das deutsche Traditionsunternehmen Dr. C. Soldan GmbH trägt ebenso seinen Namen.
- Friedrich Aly, Kammertürke von Friedrich III. von Brandenburg
- Kartäuserpater Josephus in Hildesheim. Bernhard Aly, der bei seiner Taufe den Namen Weißenburg erhielt (deutscher Name seiner Heimatstadt Belgrad), trat 1708 in den Kartäuserorden ein und war noch 1758 unter dem Ordensnamen Pater Josephus in der Kartause Hildesheim nachweisbar.[5]
- Ludwig Maximilian Mehmet von Königstreu
- Fatme (~1664–1755), angeblich Tochter eines Pascha, wurde 1686 bei der Einnahme der Stadt Ofen von Hermann von Baden-Baden[6] „in seinen Schutz“ genommen. Er „ließ sie in der christlichen Religion unterweisen“ und als Augusta Marianna Cölestine Fatme taufen. Später wurde sie an seinen Neffen Markgraf Ludwig Wilhelm von Baden-Baden und schließlich an den Grafen Friedrich Magnus zu Castell-Remlingen (1646–1717)[7] weitergereicht. Der Graf stand mit Fatme zunächst in einem außerehelichen Liebesverhältnis und lebte ungefähr seit 1703 zumindest zeitweise mit ihr in Augsburg zusammen. 1714 heiratete er sie, nachdem seine erste Ehefrau verstorben war. Nach dem Tod des Grafen 1717 versuchten dessen Verwandte, die Gültigkeit der Ehe anzufechten und ihr das Erbe streitig zu machen, was jedoch nicht gelang. Im Kampf um ihr Recht ging Fatme bis vor den Kaiser und erhielt dabei Unterstützung durch Theresia, die Gattin des Kurfürsten Maximilian II. Emanuel von Bayern. Ihren Lebensabend verbrachte sie in einem Kloster am Bodensee und verstarb 1755 hochbetagt in Markdorf.[8]

- Maria Aurora Spiegel (Lebensdaten unbekannt), genannt Fatima, möglicherweise eigentlich Emini, nach eigenem Bekunden „geborne von Kahrimann“[9], wurde 1685 während der Rückeroberung der Festung Neuhäusel von einem Baron Eschen aufgegriffen, nach Schweden gebracht und an den Grafen Philipp Christoph von Königsmarck abgegeben. Dieser schenkte sie seiner Schwester Aurora von Königsmarck, die ihre Taufpatin wurde, sie als Pflegetochter behandelte und 1694 an den sächsischen Hof nach Dresden mitnahm. Zwischen 1701 und 1706 unterhielt der Kurfürst von Sachsen und König von Polen August der Starke mit ihr eine Beziehung, aus der zwei Kinder hervorgingen, die er 1724 anerkannte: der spätere kursächsische Feldmarschall Friedrich August Rutowski und Maria Aurora Gräfin Rutowska.[10]
- Nikolaus Strauß (Johann Ernst Nicolauß Strauß), türkisch „Mehmet Sadullah Pascha“; er war ein türkischer bzw. osmanischer Offizier und derjenige, der 1697 in Würzburg mit fürstbischöflicher Genehmigung eines der ersten Kaffeehäuser in Deutschland eröffnete.[11] Er war am 24. Juni 1695 in der Kirche des Würzburger Juliusspitals getauft worden.[12]
- Christian Joseph Borgk, türkisch „Yussuf“; Theologe[13]
- Friedrich Karl Wilhelm Benedict
- Sophia Wilhelmina Kayserin
- Carl Osman (1655–1735)[14]
- Sulaiman Feik, Reiteroffizier, Vorfahr vom Schauspieler Eberhard Feik